# 日産プリンス長崎販売
日産プリンス長崎販売株式会社（にっさんプリンスながさきはんばい）は、長崎県長崎市に本社を置く、日産自動車の自動車販売店（旧レッドステージ店）である。

## 沿革
- 1960年6月1日 - 日産プリンス長崎販売設立。
- 2021年6月1日 - 地場資本の長崎日産自動車が、日産ネットワークホールディングスより全株式を取得。経営権が日産自動車から長崎日産に移動する。

## 長崎県内の他日産車販売店
- 長崎日産自動車

## 事業所
- 若葉店
  - 長崎市若葉町3-20
- 赤迫店     
  - 長崎市赤迫2丁目7-11
- 東長崎店     
  - 長崎市田中町142-4
- 浪の平店     
  - 長崎市古河町7-19
- 佐世保センター     
  - 佐世保市大塔町1856-1
- 早岐店     
  - 佐世保市田ノ浦町1-1
- 大塔店     
  - 佐世保市大塔町1715
- 大野店     
  - 佐世保市田原町21-6
- 北バイパス店     
  - 佐世保市上本山町1140-2
- 北門店     
  - 島原市北門町1279-1
- 運動公園店     
  - 諫早市栗面町125-7
- 喜々津店     
  - 諫早市多良見町市布1756
- 喜々津店　中古車センター     
  - 諫早市多良見町市布1773
- 鷲崎店     
  - 諫早市鷲崎町215
- 空港店     
  - 大村市古賀島町595-19
- 大村中央店     
  - 大村市抗出津1丁目531-2